# Konakovo
Konakovo (Russisch: Конаково) is een stad in de Russische oblast Tver. De stad ligt aan de Wolga, ter hoogte van het Ivankovostuwmeer. Het aantal inwoners is 40.617. Konakovo is tevens het centrum van het gelijknamige bestuurlijke rayon.
De geschiedenis van de nederzetting gaat terug tot 1806 en is zeer sterk bepaald door de vestiging van een Faiencefabriek in het dorpje Domkino, in 1809. Later werd het fabriekje verplaatst naar het dorp Kuznetsovo. In de loop van de eerste helft van de 19e eeuw werd het faience door heel Rusland een begrip, enerzijds vanwege de hoge productie-aantallen, anderzijds vanwege de kwaliteit die door porseleinkenners als hoog werd ingeschat. In 1870 verwisselde de fabriek van eigenaar, hetgeen leidde tot een verdere verhoging van de productie en de uitbreiding van de afzetmarkt naar heel Rusland.
In 1929 werd Kuznetsovo omgedoopt in Konakovo, vernoemd naar een plaatselijke revolutionair met die achternaam. In 1937 werd Konakovo het nieuwe centrum van het rayon, en kreeg het tegelijkertijd de status van stad.

## Demografie
| 1931  | 1939   | 1959   | 1970   | 1979   | 1989   | 2002   | 2010   | 2015   |
| ----- | ------ | ------ | ------ | ------ | ------ | ------ | ------ | ------ |
| 5.100 | 11.949 | 13.705 | 29.545 | 36.828 | 42.522 | 42.335 | 41.291 | 40.617 |

## Galerij

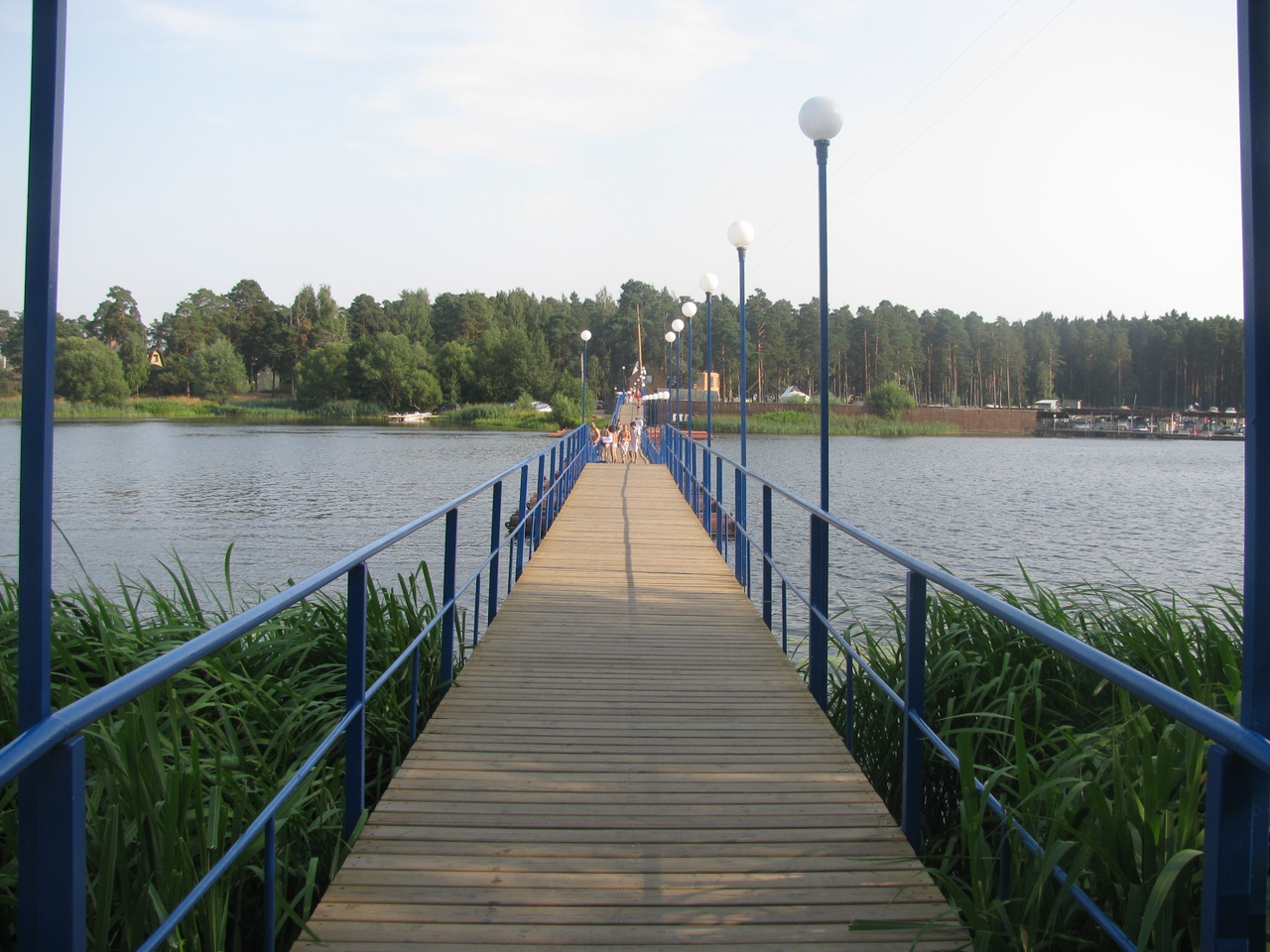
Een brug over de rivier Dontsjovka
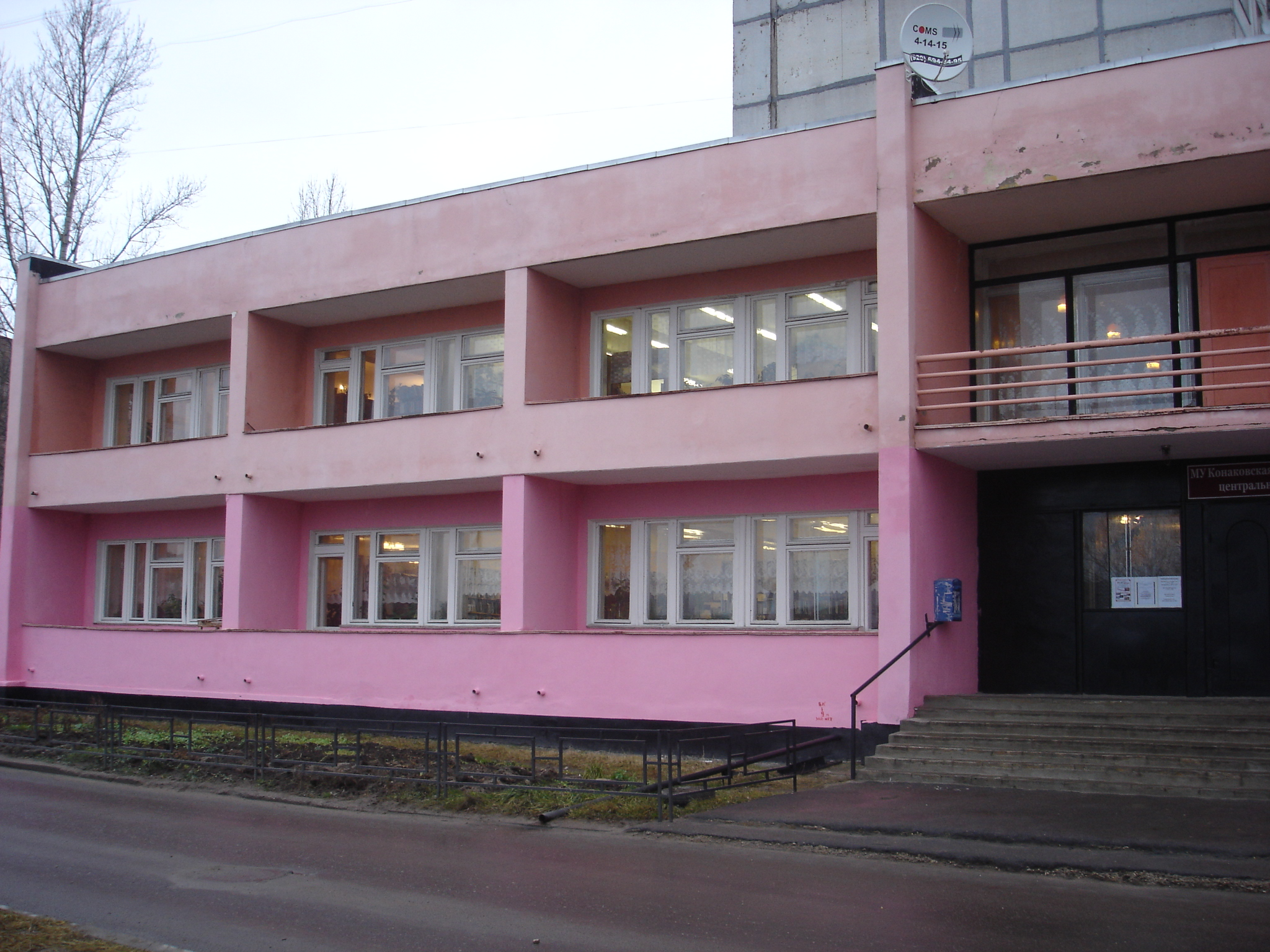
Stadsbibliotheek
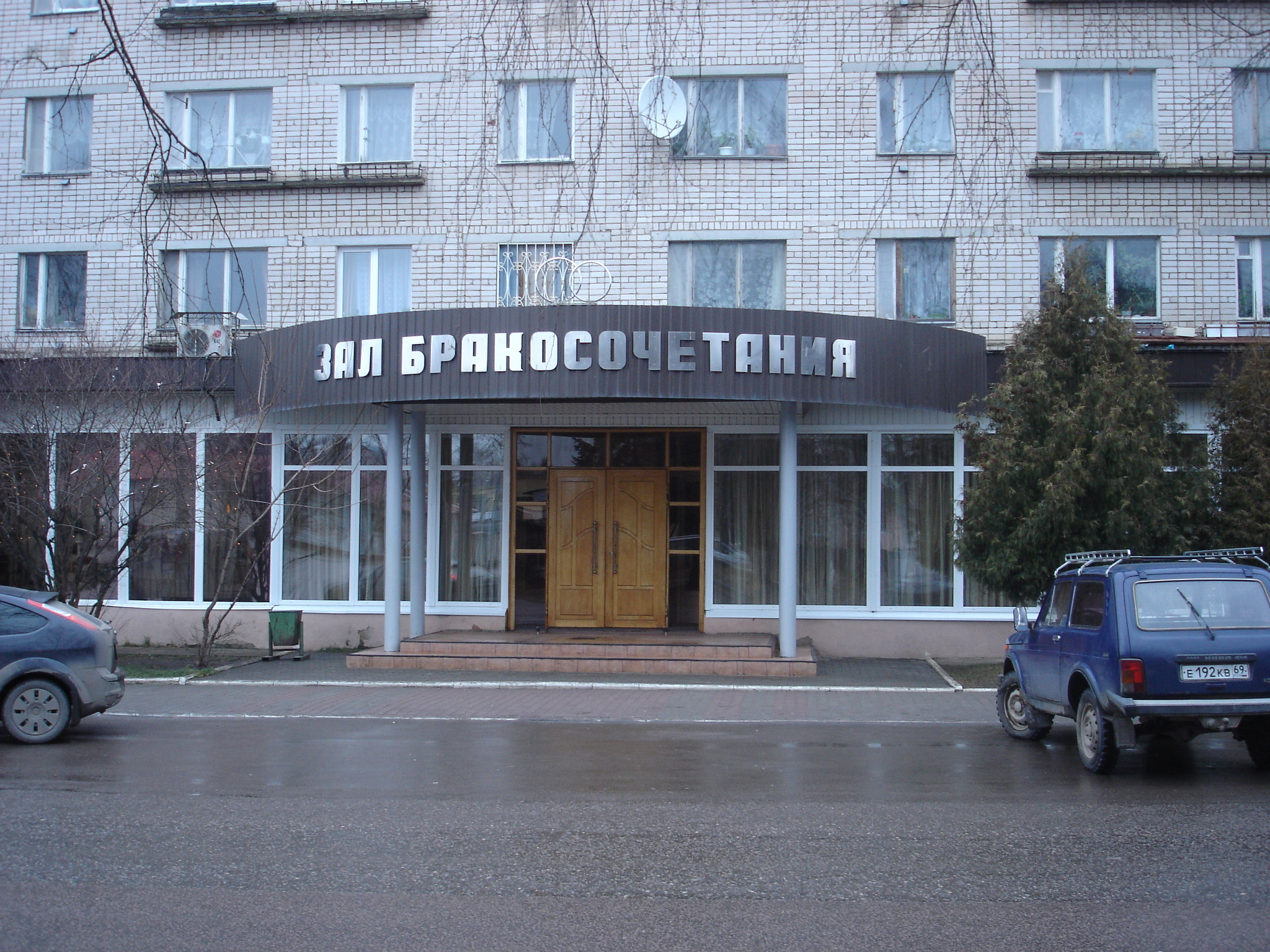
Trouwhal
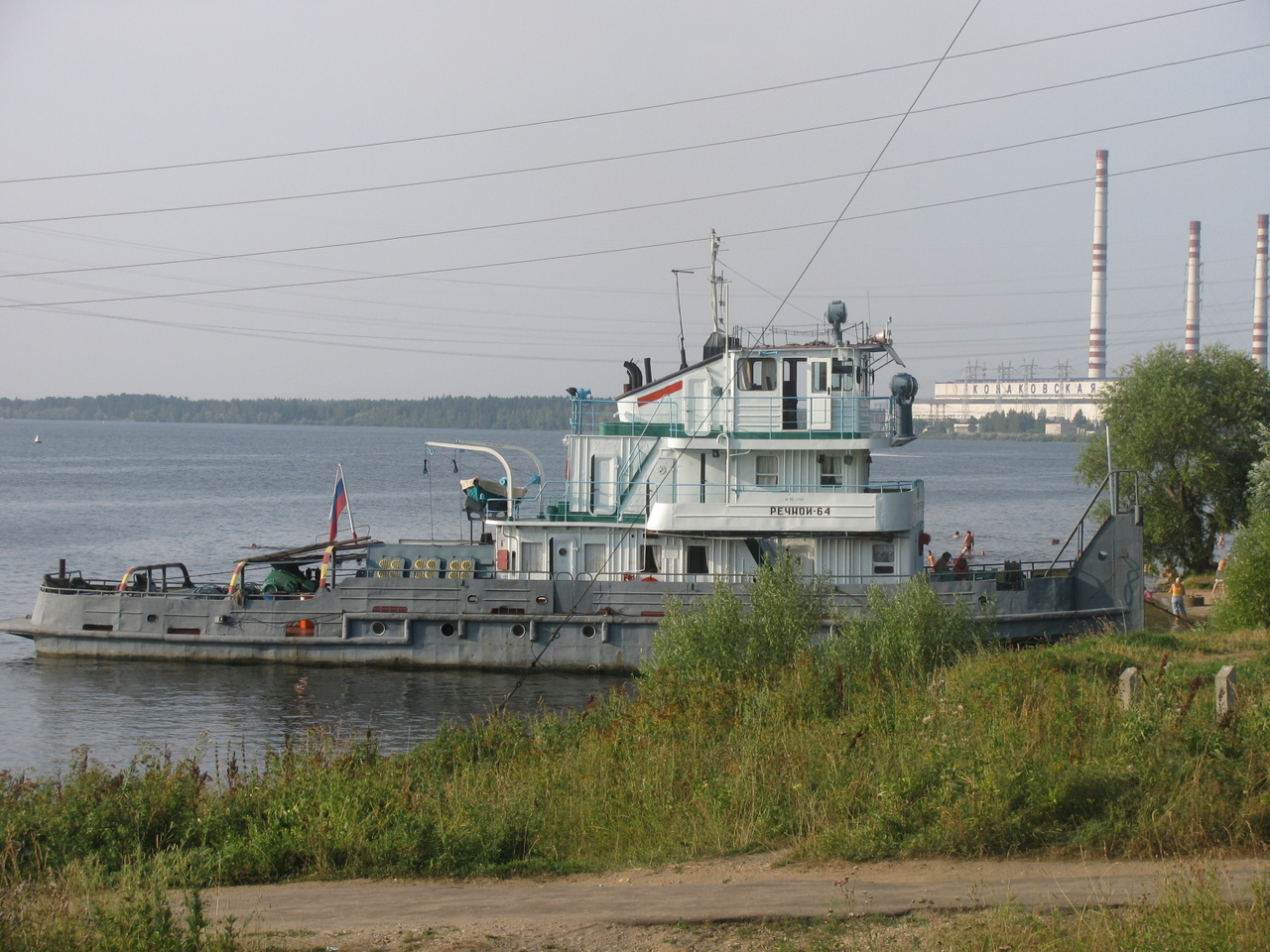
Sleepboot langs de Volga in Konakovo
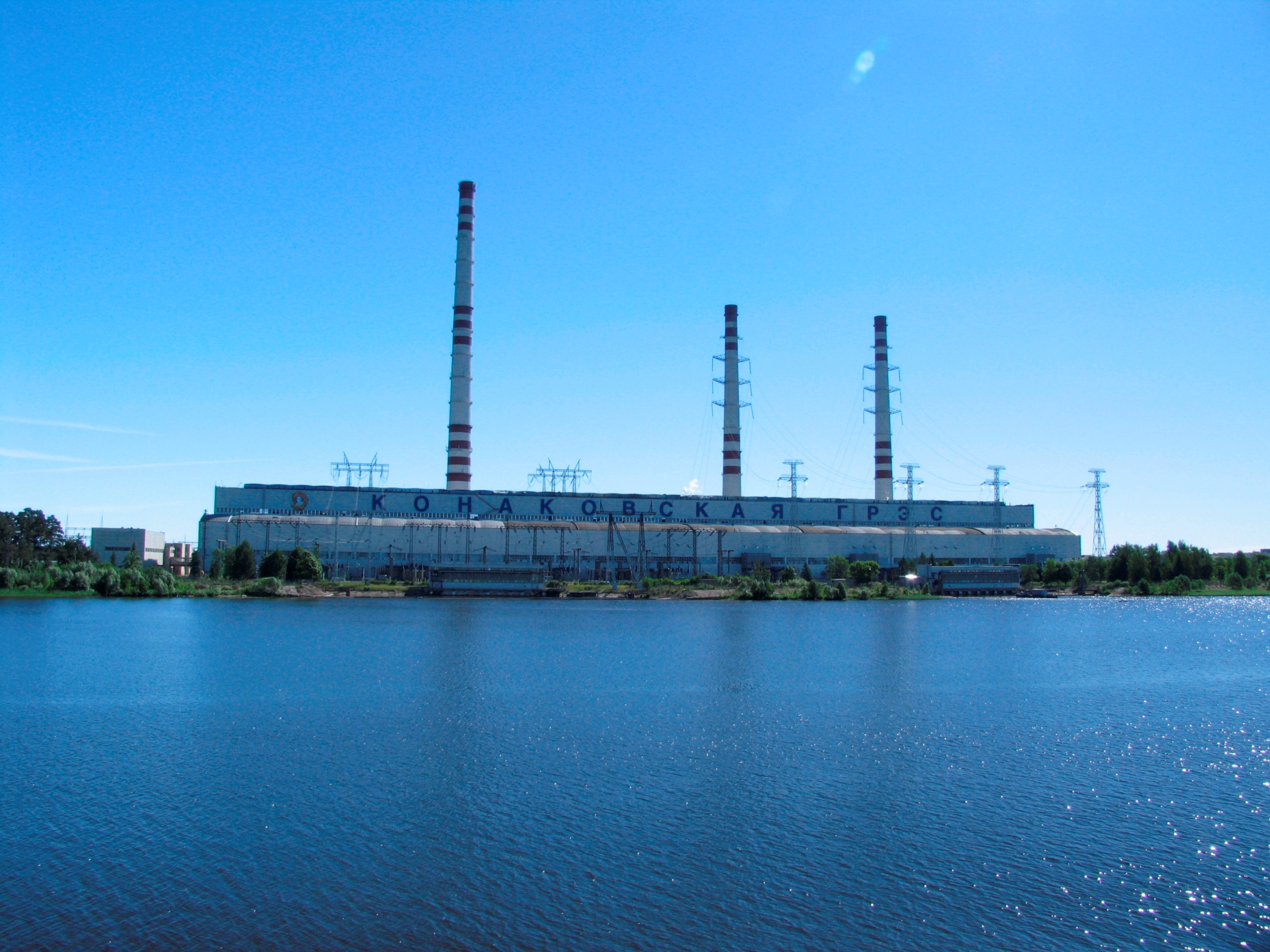
Thermaalcentrale van Konakovo
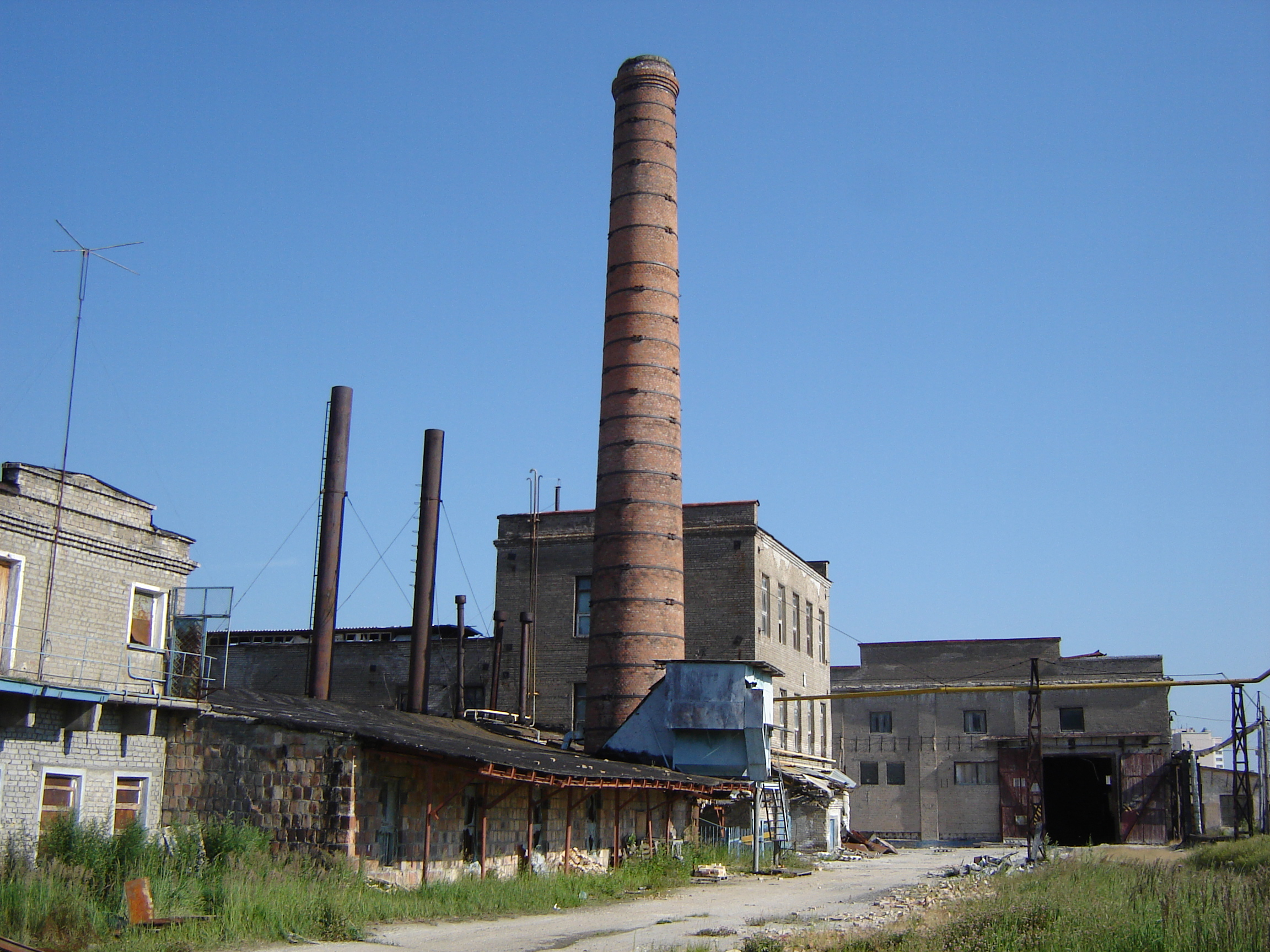
Porseleinfabriek van Konakovo
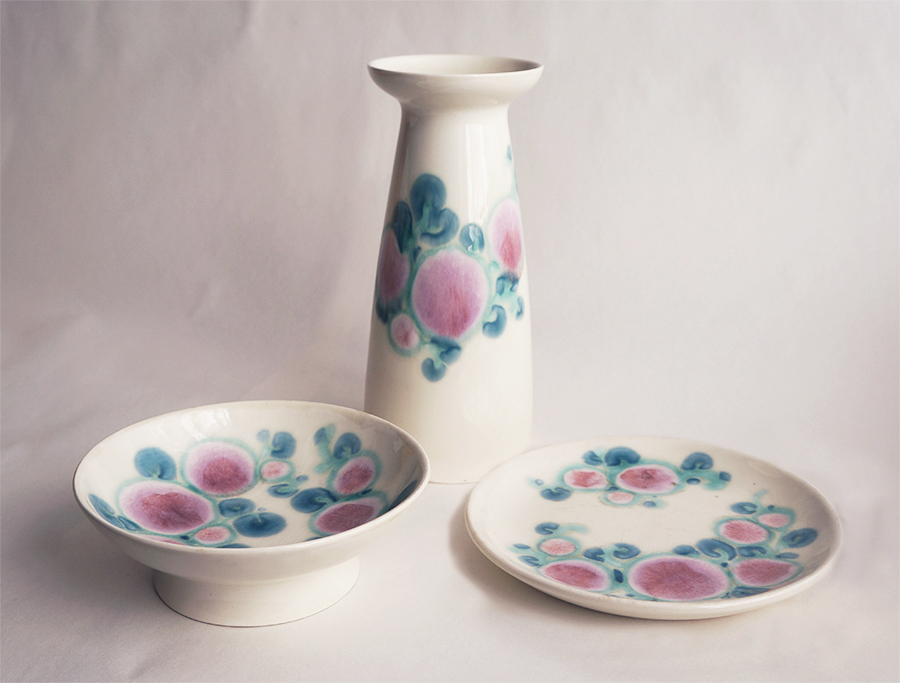
Porselein gemaakt in de porseleinfabriek van Konakovo
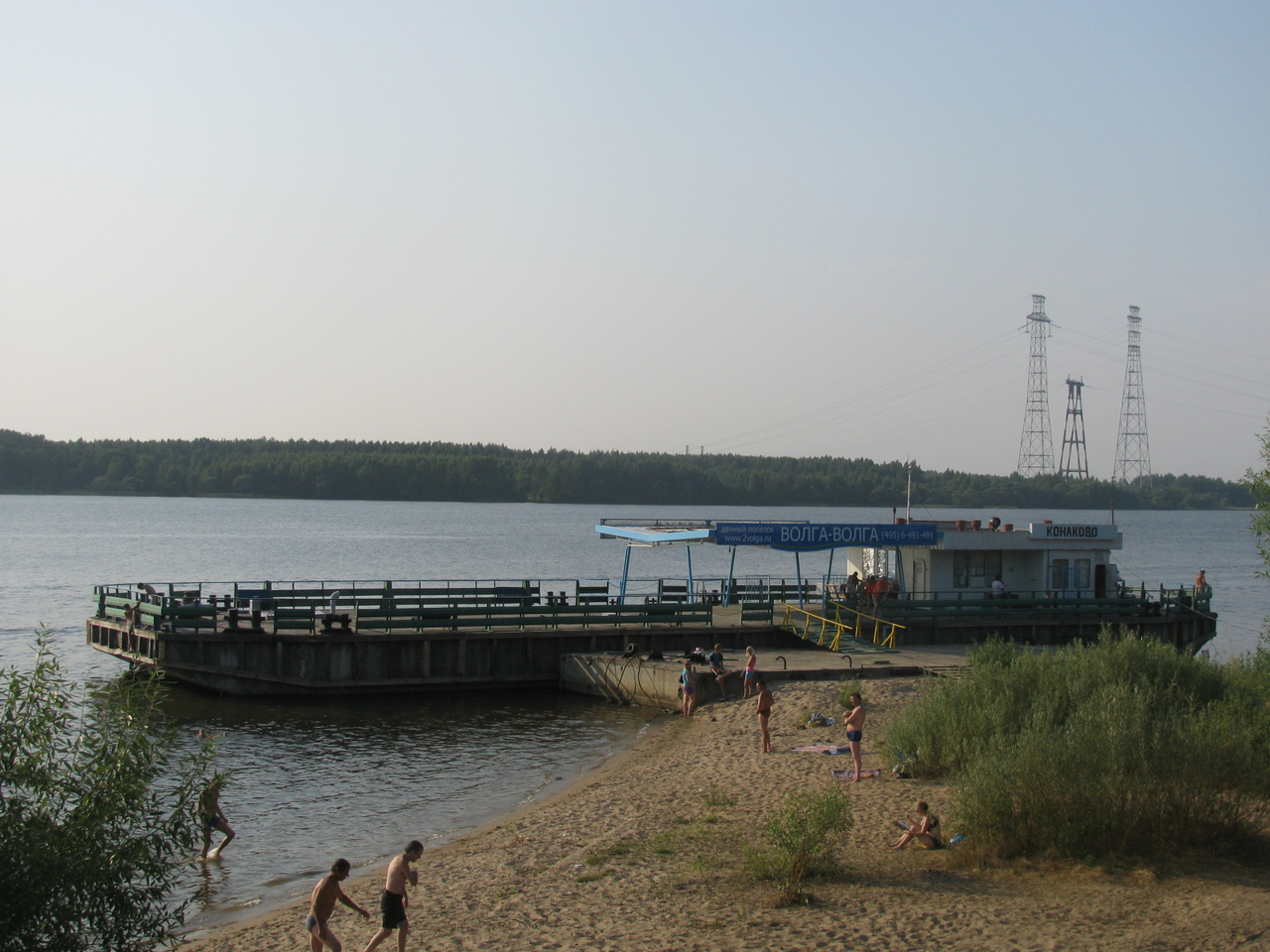
Bootterminal
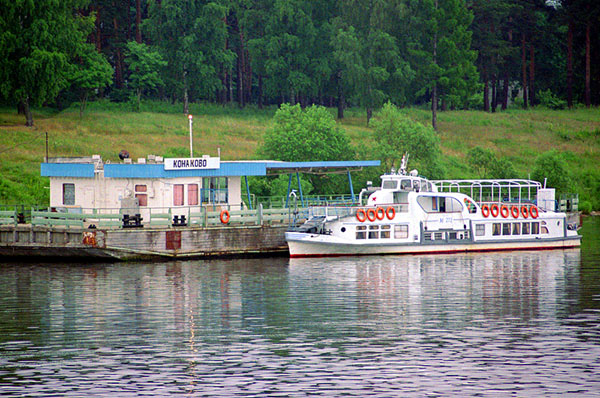
Veerdienst in Konakovo in 2004

Bestuurlijk centrum: Tver 

Andreapol · Bezjetsk · Bely · Bologoje · Kasjin · Kaljazin · Kimry · Konakovo · Krasny Cholm · Koevsjinovo · Lichoslavl · Nelidovo · Oedomlja · Ostasjkov · Rzjev · Staritsa · Torzjok · Toropets · Vesjegonsk · Vysjni Volotsjok · Zapadnaja Dvina · Zoebtsov